# (8052) Novalis
(8052) Novalis ist ein Asteroid des äußeren Hauptgürtels, der am 24. September 1960 von dem niederländischen Astronomenehepaar Cornelis Johannes van Houten und Ingrid van Houten-Groeneveld entdeckt wurde. Die Entdeckung geschah im Rahmen des Palomar-Leiden-Surveys, bei dem von Tom Gehrels mit dem 120-cm-Oschin-Schmidt-Teleskop des Palomar-Observatoriums aufgenommene Feldplatten an der Universität Leiden durchmustert wurden.
Der Asteroid gehört zur Eos-Familie, einer Gruppe von Asteroiden, welche typischerweise große Halbachsen von 2,95 bis 3,1 AE aufweisen, nach innen begrenzt von der Kirkwoodlücke der 7:3-Resonanz mit Jupiter, sowie Bahnneigungen zwischen 8° und 12°. Die Gruppe ist nach dem Asteroiden (221) Eos benannt. Es wird vermutet, dass die Familie vor mehr als einer Milliarde Jahren durch eine Kollision entstanden ist. Die zeitlosen (nichtoskulierenden) Bahnelemente von (8052) Novalis sind fast identisch mit denjenigen von drei kleineren, wenn man von der Absoluten Helligkeit von 15,2, 15,1 und 15,8 gegenüber 12,8 ausgeht, Asteroiden: (90362) 2003 HZ51, (167957) 2005 EC245 und (302252) 2001 XK70.
(8052) Novalis wurde am 2. April 1999 nach dem deutschen Schriftsteller der Frühromantik und Philosophen Novalis (1772–1801) benannt.